# Santiago Canyon
Santiago Canyon é uma comunidade não-incorporada localizada no Condado de Orange, estado da Califórnia, Estados Unidos. 
A comunidade limita-se com Silverado, Trabuco Canyon e Modjeska Canyon.
De acordo com o censo de 2000, Santiago Canyon possui alguns residentes centenários vivendo nas suas fronteiras.
Pedestrianismo e ciclismo de montanha são duas formas comuns de recreação em Santiago Canyon. A observação de pássaros também é uma atividade proeminente na região.
Santiago Canyon foi uma das muitas localidades atingidas pelos incêndios florestais de outubro de 2007. Os moradores receberam ordens de evacuação e algumas estradas de acesso foram fechadas temporariamente.
O código de área é 949.